# El Houamed
El Houamed (în arabă الحوامد) este o comună din provincia M'Sila, Algeria.
Populația comunei este de 7.800 locuitori (2008).